# Reebok
A Reebok (ejtsd: ríbok) a világ egyik legnagyobb sporteszköz-gyártó cége. Futó- és szabadidős cipőket, valamint egyéb ruhadarabokat gyárt.

## Története
A cég elődje 1895-ben alakult az angliai Boltonban. A brit származású Joe Foster alapította. Joe ekkor még az apja boltjában dolgozott, itt találta fel az első futócipőt. Ebben az időben még J.W. Foster and Sons néven működött a vállalat.
1958-ban Reebok-ra változott a cég neve. Ugyanebben az évben Jeff Foster, Joe fia is bekapcsolódott a vállalkozásba. A nevet egy antilopfajta afrikaans nyelvű elnevezéséről kapták.
1979-ben felfigyelt a vállalatra az üzletember Paul Fireman, és megkérdezte az alapítókat, hogy terjesztheti-e a Reebok termékeket Amerikában. A cég alapítói természetesen igent mondtak, így beindult a vállalat szekere.
Az 1980-as években készült el a Reebok első széles körben eladott futócipője. Ebben az évtizedben kezdtek el atlétákat is leszerződtetni reklámkampányaikhoz, illetve szponzorként is tevékenykedtek számtalan sporteseményen. Ez az imázs a cég egész fennállására kiterjedt.
A Reebok híres lett különféle innovációról is. A cég "Pump" nevű cipői forradalminak számítottak bemutatásuk idejében, 1989-ben.
2005-ben a német Adidas felvásárolta a Reebokot.
A Reebok híres lett reklámkampányairól is. A világon számtalan sportoló felsőfokon beszél a vállalat termékeiről.
A Reebok irodája a massachusettsi Cantonban található.
2021-ben az Adidas eladta a Reebokot az Authentic Brands Groupnak 2.5 milliárd dollárért.